# Bahnholz (Kempten)
Bahnholz ist ein Ortsteil sowie Einöde der kreisfreien Stadt Kempten (Allgäu). Bahnholz geht auf Bannholz, also einen gebannten Wald einer Herrschaft oder Gemeinde zurück.
1394 wurde der Ort als verwachsenes Kleingut des Fürststifts Kempten im Banholtz genannt. Im Jahr 1451 war es stiftkemptisches Lehen. 1589 wurde der Ort als zum Banholtz uffm Ziegelstadel erwähnt. Der jenseits der Gemeindegrenze liegende Teil der Siedlung gehört zu Wiggensbach und heißt Weißen. Der Ort wurde 1818 der Ruralgemeinde Sankt Lorenz angeschlossen und unterlag der Pfarrei Heiligkreuz. Zum 1. Juli 1972 wurde Sankt Lorenz in die Stadt Kempten (Allgäu) eingemeindet.